# Phlegmariurus henryi
Phlegmariurus henryi är en lummerväxtart som först beskrevs av Bak., och fick sitt nu gällande namn av Ren Chang Ching. Phlegmariurus henryi ingår i släktet Phlegmariurus och familjen lummerväxter. Inga underarter finns listade i Catalogue of Life.